# Louis de Boissy

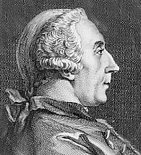
Louis de Boissy

Louis de Boissy (* 26. November 1694 in Vic-sur-Cère; † 19. April 1758 in Paris) war ein französischer Schriftsteller und Dichter. Vom 12. August 1754 an war er Mitglied der Académie française. Er arbeitete auch unter dem Pseudonym Bonnefoy.
Louis de Boissy war Redakteur für die Gazette de France und Mercure und verfasste satirische und komische Stücke. Unter den bekanntesten ist L’Homme du jour ou les Dehors trompeurs. Sein Sohn ist Louis Michel de Boissy.

## Werk
- L’Impatient (1724)
- Le Babillard (1725) Online-Text
- L’Époux sans supercherie (1744)
- La Comédie sans titre (1745)
- Le français à Londres
- Le Prix du silence (1751)